# Теодорос Христодулу
Теодорос Христодулу (грч. Θεόδωρος Χριστοδούλου; Никозија, 12. март 1977) је кипарски алпски скијаш који се такмичио у слалому и велеслалому.
Христодулу је два пута учествовао и био једини представник Кипра на Зимским олимпијским играма 2002. у Солт Лејк Ситију и Торину 2006, где је оба пута био носилац заставе Кипра на свечаном отварању и затварању олимпијских игара.
Такмичио се у слалому и велеслалому, али без већег успеха. У Солт Лејк Ситију био је 54. у слалому, а у велеслалому није завршио другу трку. После Игара Христодулу је оптужен за сексуално злостављање у олимпијском селу.
Теодорос Христодулу је учествовао и на следећим играма 2006. где је у слалому био 38. а у велеслалому 34.